# Vermont Route 30
Vermont Route 30 (VT 30)  o Ruta 30 de Vermont, es una carretera estatal de norte a sur en el estado de Vermont, en los Estados Unidos, que va desde Brattleboro en el sur hasta Middlebury en el norte. La porción norte, desde Poultney hasta Middlebury, era parte de la Ruta 30 del sistema de señalización vial de Nueva Inglaterra, de la cual el VT 30 obtuvo su número. La ruta pasa a través de muchas ciudades pequeñas históricas, y los escritores de viajes como los del sur de Vermont han descrito la ruta como "idílica" y "pintoresca".

## Descripción de la ruta

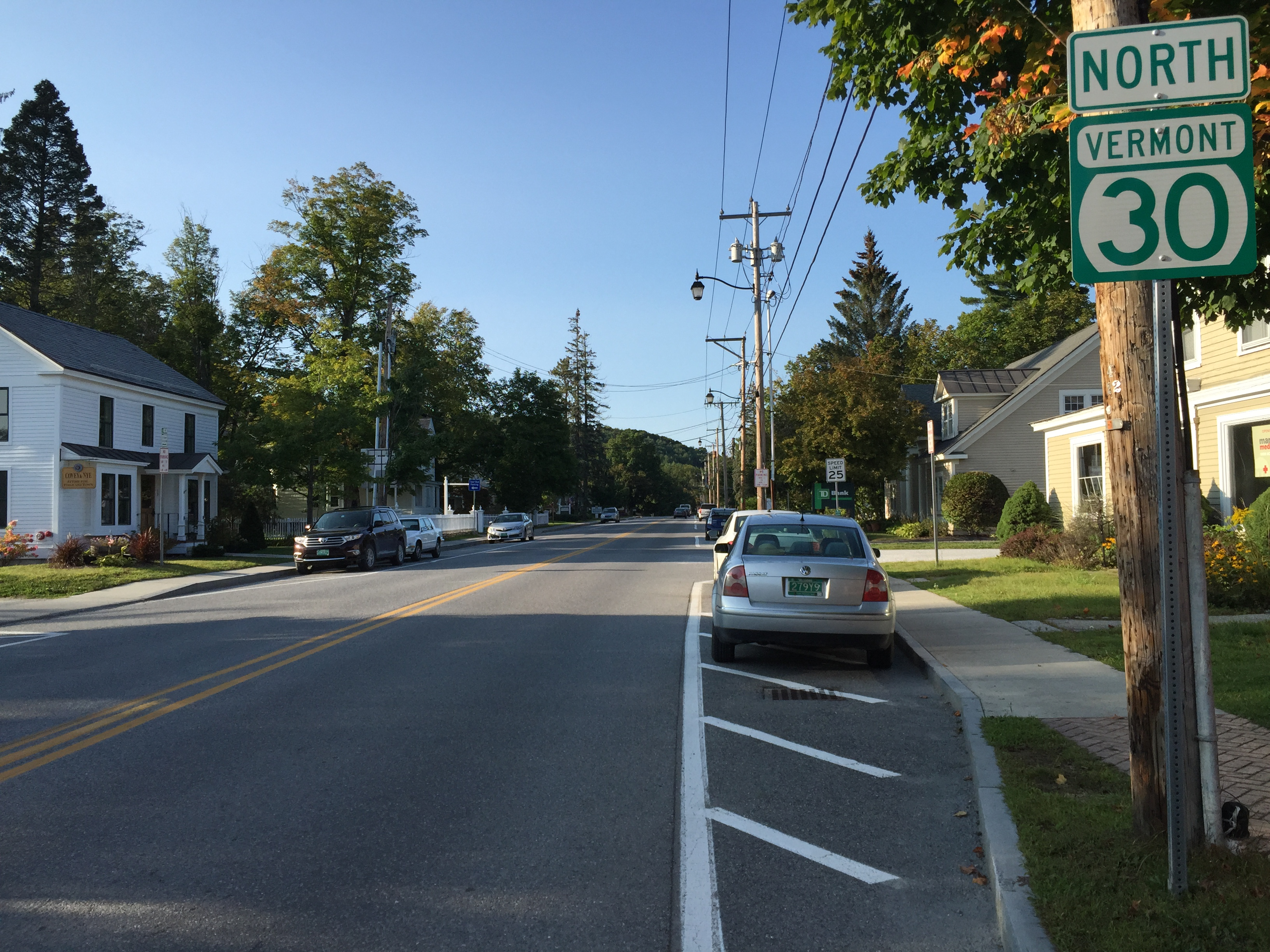
Vista desde el norte, a lo largo de VT 30 en Centro de Mánchester

El VT 30 comienza en un vecindario residencial en Brattleboro y sigue por el oeste de West River a través de West Dummerston, Newfane, Townshend y Jamaica. En Jamaica, la ruta sale del valle del West River y llega a Winhall, pasando cerca de las áreas de esquí de Stratton Mountain y Bromley Mountain. La ruta luego se une al VT 11 y avanza al suroeste por las laderas occidentales de las Montañas Verdes hacia Manchester, donde tiene un intercambio con la US-7. En la rotonda del centro de Manchester, vuelve a girar hacia el noroeste, siguiendo el drenaje del río Mettawee a través de las montañas Taconic en las ciudades de Dorset, Pawlet y Wells. En Poultney, VT 30 pasa a lo largo del borde oriental del lago St. Catherine State Park. En Poultney, VT 30 sigue un rumbo norte, luego cruza la US-4 en Castleton. Al norte en Hubbardton, VT 30 corre a lo largo de la orilla oriental del lago Bomoseen. Luego continúa casi al norte con vistas panorámicas de las Montañas Verdes y Adirondacks a lo largo de una colina a través de tierras de pastoreo en las ciudades de Sudbury, Whiting y Cornualles. VT 30 luego desciende y gira hacia el noreste, siguiendo North Main Street pasando Middlebury College en una sección residencial de Middlebury, donde pronto termina en una rotonda con VT 125.

## Historia
Desde 1922 hasta 1926, la ruta 30 de Nueva Inglaterra (parte del sistema de señalización vial de Nueva Inglaterra) corría desde Granville, Nueva York, a través de Poultney (a través de la ruta 22A del estado de Nueva York), continuando hacia el norte por Burlington, hasta Alburg. Las secciones del norte de la Ruta 30 se asignaron en 1926 a la Ruta 7 de los Estados Unidos (US 7) de Middlebury a Burlington, y a la US 2 de Burlington a Alburg. Poco después, Vermont extendió la designación de la Ruta 30 al sudeste a su actual término de Brattleboro. (VT 30 a Brattleboro había estado en funcionamiento en 1933.) En agosto de 2011, el huracán Irene dañó en gran medida grandes secciones de VT 30 y lo hizo intransitable por un período de tiempo.